# Maardu
Maardu önálló önkormányzattal rendelkező város Harju megyében, Észtországban. Tallinn elővárosi övezetének része. Területe 22,76 négyzetkilométer, népessége 2010-es adatok alapján 16 529 fő volt. A Muugai teherkikötő, amely a legnagyobb Észtországban, részben a városhoz tartozik.
Maardu leginkább négy fő részre osztható:
Kallavere-a város központja és itt találhatóak meg a közintézmények is.
Muugu aeddlinn-korábban kertváros volt, mára félig-meddig beépült, Tallinn közelsége miatt.
Kaarmu és Kroodi pedig ipari terület. 
A város legfőbb nevezetességei a Szent-Mihály Arkangyal templom, a Maardu-tó és az Iru hőerőmű. A tengerparti kikötőváros, Maardu nem éppen egy nagyváros, de korántsem jelentéktelen Észtország életében.

## Lakossága
A 2000-es népszámlálás alapján Maardu 16 738 lakosának 61,7%-a orosz nemzetiségű, 19,9%-a észt, 6,6%-a ukrán, 5,7%-a fehérorosz, 1,5%-a tatár, 0,9%-a finn, 0,6%-a lengyel, 0,5%-a litván, 0,2%-a lett, 0,2%-a német és 0,1%-a zsidó nemzetiségű. Az észt lakosság részaránya a teljes népességből talán egész Észtországban itt a legalacsonyabb.
| Lakosok száma | 17 524 | 17 315 | 17 141 | 15 128 | 15 077 | 15 332 | 15 445 | 15 284 | 16 750 | 17 017 |
|               | 2011   | 2014   | 2015   | 2016   | 2017   | 2019   | 2020   | 2021   | 2023   | 2024   |

## Szabadidő
Maardutól 15 km-re található az észt főváros, Tallinn. A városka egy festői öböl partján fekszik. A városhoz közel fekszik a Maardu-i-tó, amely körül a helyiek szívesen töltik szabadidejüket. A víz használható bárki által saját belátása szerint – itt csónakázhatnak, szörfözhetnek. Minden évszakban lehet halászni itt, elvégre Észtország híres mind a folyóiról, tavairól  és szigeteiről.
A város modern, friss és gyönyörű. A városi utcák tiszták, a házak kitűnnek élénk vidám színeikkel. Maardu-ban főleg építőipari vállalkozások működnek . A rendezett parkokat virágágyások díszítik, gondozott gyeppel, lágyan csordogáló szökőkutakkal és köztéri szobrokkal. Maardu jól karbantartott épületei a lakosság a hazaszeretetének erejéről árulkodik.

## Oktatás
A város jövőbeni kilátásai nagyon jók, mivel közel egyharmadát a lakosságnak a gyermekek és fiatalok adják. A városban található ifjúsági központ, több játszótér, sportcsarnokok és egy modern sportkomplexum uszodával. 
Maardu-t nem érinti a születési ráta következtében csökkenő népesedési kérdések megoldásai.
Három iskola és három óvoda működik a városban, ebből két iskolában,  a Kallavere és a Maardu Általános Iskola és Gimnáziumban.  észt és orosz nyelveken is oktatnak. Az intézmények és iskolákban jó állapotban vannak, az utóbbi években modern berendezésekkel lettek felszerelve a tantermek. Ezzel párhuzamosan megnyitott a Maardu Művészeti Iskola, ahol a felnövekvő nemzedék megismerkedhetnek az informatikával, a zenével és a festészettel. 
Számos klub működik a Népi Házban. Több civil kezdeményezés is  működik itt, többek közt kórus-és tánc-, ifjúsági színház jött létre.
A Maardu-i emberek nyitott, toleráns, jóindulatú és barátságos természetűek. A város továbbra is jellemzően a multinacionális. Az észtek aránya a lakosságban a városban, mindössze 17%, a többi ember általában orosz, akik a legnagyobb etnikai csoportot alkotják, majd az ukránok, fehéroroszok, és tatárok következnek. A városban összesen 55 nemzet képviselői találhatóak meg.

## Fordítás
- Ez a szócikk részben vagy egészben  a   Maardu című angol Wikipédia-szócikk ezen változatának fordításán alapul.  Az eredeti cikk szerkesztőit annak laptörténete sorolja fel. Ez a jelzés csupán a megfogalmazás eredetét és a szerzői jogokat jelzi, nem szolgál a cikkben szereplő információk forrásmegjelöléseként.